# Monumento a Oldrado da Tresseno
Il monumento a Oldrado da Tresseno è una scultura del XIII sec. posta in piazza Mercanti a Milano.

## Descrizione dell'opera
La scultura in pietra raffigura Oldrado da Tresseno, podestà di Milano, a cavallo. È posta in una nicchia del Palazzo della Ragione; al di sotto della statua è riportata un'iscrizione con il nome del podestà.
Al di sotto della nicchia si trovano quattro versi su due righe.
Nella mano destra il podestà reggeva probabilmente un simbolo di comando, oggi mancante, forse un baculus o una spada.
La scultura è attribuita alla scuola dell'Antelami e si considera fosse parte del progetto originale del progetto del nuovo Broletto di Milano, soprattutto in funzione di celebrazione antimperiale, riaffermando l'autonomia comunale; inoltre il riutilizzo di pietre antiche serviva a dimostrare la continuità dell'autorità. Anche la citazione dell'azione contro gli eretici potrebbe essere un riferimento antimperiale, equiparando cioè la lotta contro gli eretici a quella contro i ghibellini.
All'inizio del XIV secolo, la raffigurazione in modo sontuoso del podestà venne descritta da Galvano Fiamma come una vergogna, in conseguenza del diverso contesto istituzionale.
(Galvano Fiamma)